# Certhidea olivacea
Certhidea olivacea là một loài chim trong họ Thraupidae.

## Hình ảnh

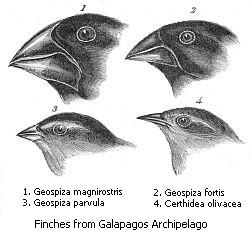
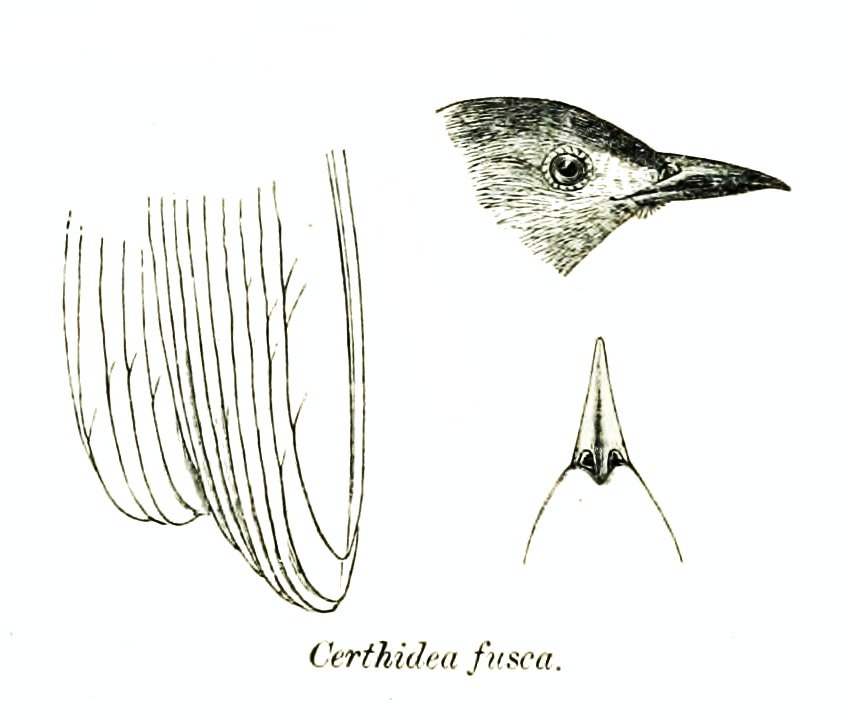